# Ожогино (озеро)
Ожо́гино — мелкое пресноводное озеро в Абыйском улусе Якутии (на границе с Аллаиховским улусом), самое крупное в улусе. Находится в Абыйской низменности у южных склонов Полоусного кряжа. Площадь зеркала 157 км². площадь водосбора — 592 км². Замерзает в конце сентября, вскрывается в начале июня. Из озера вытекает река (протока) Ожогино-Сяне (левый приток Индигирки). Питание снеговое и дождевое. Высота над уровнем моря — 31 м.
Постановлением Правительства Республики Саха от 6 марта 1996 г. N 95 в 1996 году создан ресурсный резерват республиканского значения «Озеро Ожогино» в административных границах Абыйского и Аллаиховского улусов без ограничения срока действия. Общая площадь территории 203 756,0 га. Природоохранная зона была создана для охраны ихтиофауны озера, сохранения и воспроизводства путей миграции сиговых рыб по протоке Ожогино в период нереста, когда рыба массового заходит из реки Индигирки в озеро, а затем выходит обратно. Также озеро способствует сохранению водоплавающей дичи, пушных зверей и диких копытных животных, редких птиц и мест их обитания. На озере имеются редкие виды растений. Поддерживается общий экологический стандарт озера.